# IV Ufficio centrale del Partito Comunista Cinese
Il IV Ufficio centrale del Partito Comunista Cinese (中国共产党第四届中央局S, Zhōngguó Gòngchǎndǎng dìsì jiè zhōngyāng júP) fu l'organo dirigente del Partito Comunista Cinese eletto dal IV Comitato Esecutivo Centrale del Partito. Restò in carica dal 1925 al 1927. Era composto da 5 membri.

## Componenti
- Chen Duxiu, segretario generale del Comitato Esecutivo Centrale
- Peng Shuzhi, responsabile del Dipartimento di Propaganda
- Zhang Guotao
- Cai Hesen
- Qu Qiubai